# Num banhchok
Num banhchok (en camboyano: នំបញ្ចុក, num bânhchŏk) es un plato camboyano de fideos de arroz ligeramente fermentados. Banhchok "បញ្ចុក" se traduce como "alimentar" en idioma jemer.

## Preparación
El Num banhchok se prepara dejando el arroz en remojo durante 2 a 4 horas y triturándolo hasta obtener una pasta líquida. La pasta se prensa en formas redondas y se seca dentro de bolsas de percal. Luego se pulveriza y se convierte en una pasta viscosa, que se extruye en agua hirviendo. Los fideos se hierven durante 3 a 4 minutos y se transfieren a agua fría..

## Variaciones
Existen muchas variedades del plato a lo largo del país, algunas de ellas son:
- Num banhchok samlor proher
- Num banhchok Siem Reap (នំបញ្ចុកសៀមរាប)
- Num banhchok samlor Khmer (នំបញ្ចុកសម្លខ្មែរ)
- Num banhchok samlor teuk trei phaem
- Num banhchok samlor namya (នំបញ្ចុកសម្លណាំយ៉ា) o num banhchok ktis trei
- Num banhchok samlor cari (នំបញ្ចុកសម្លការី)
- Num banhchok Kampot
- Num banhchok samlor makod

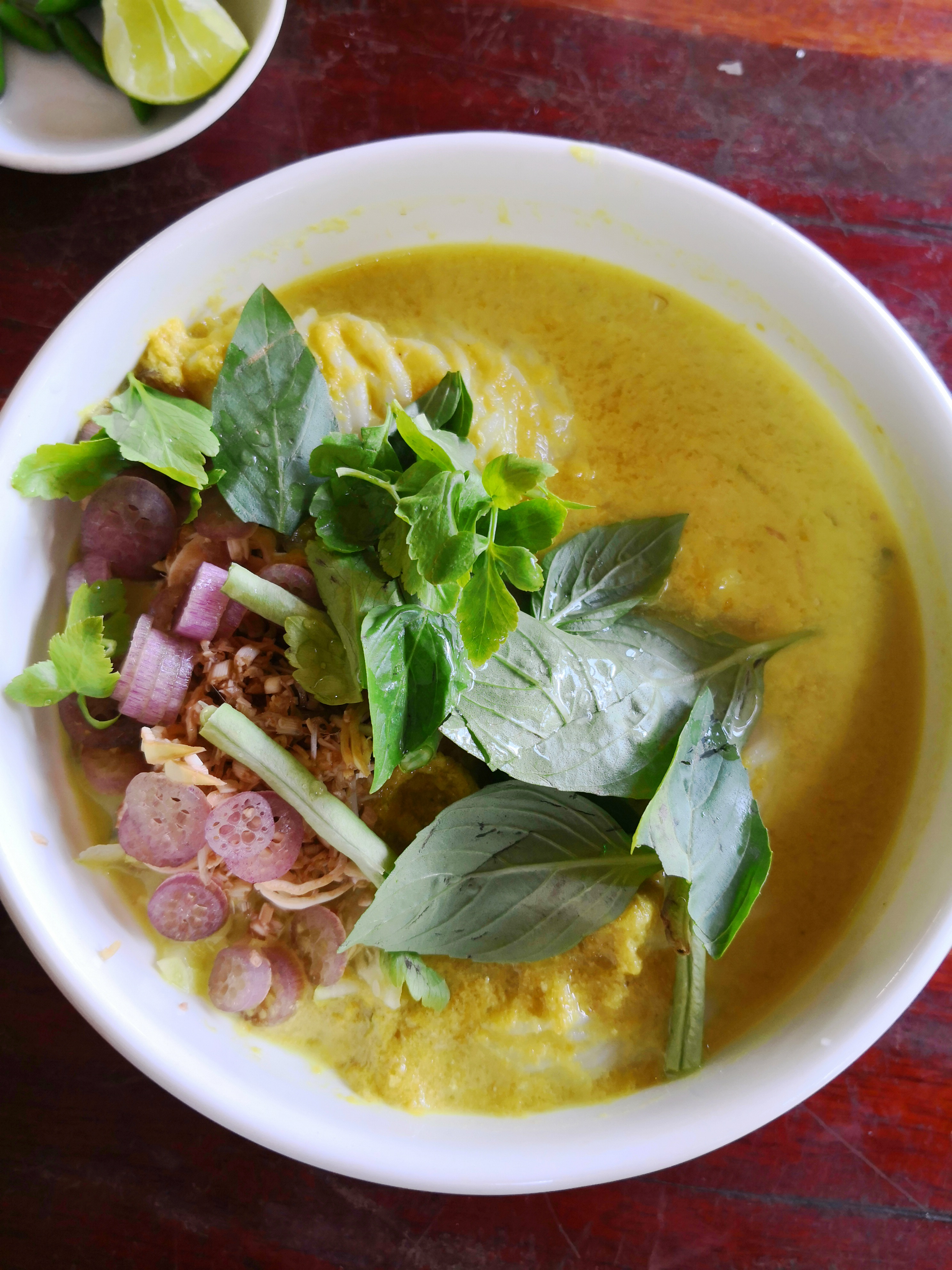
Num banhchok samlor proher
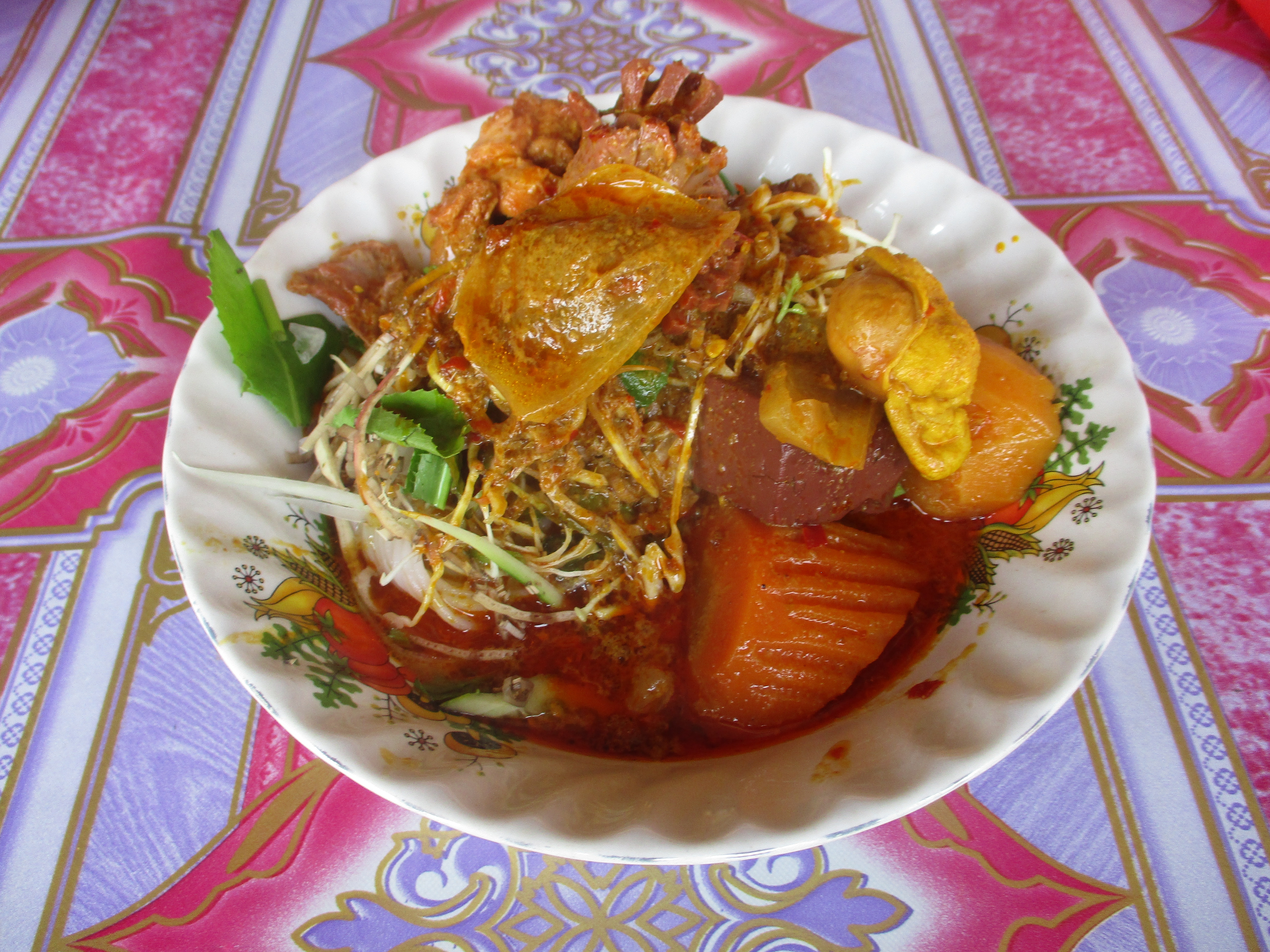
Num banhchok samlor cari